# 汤加塔布岛
汤加塔布岛（Tongatapu）是汤加王国的主要岛屿，首都努库阿洛法位于该岛 。总面积259平方公里(100平方英里)，总人口71,260 (2006)，人口密度273.57人/km2 (708.5人/sq mi)。该岛为汤加人口最多的岛屿，占全国人口的70.5%。汤加塔布岛也是汤加的经济、交通中心。